# Cruz Verde, Chiautla
Cruz Verde är en ort i Mexiko.   Den ligger i kommunen Chiautla och delstaten Puebla, i den sydöstra delen av landet, 130 km söder om huvudstaden Mexico City. Cruz Verde ligger 1 071 meter över havet och antalet invånare är 226.
Terrängen runt Cruz Verde är varierad. Runt Cruz Verde är det glesbefolkat, med 13 invånare per kvadratkilometer. Närmaste större samhälle är Chiautla de Tapia, 5,1 km sydost om Cruz Verde. I omgivningarna runt Cruz Verde växer huvudsakligen savannskog.